# 狼與辛香料角色列表
本列表收錄支倉凍砂的小說《狼與辛香料》的登場角色。

## 主要人物
克拉福·羅倫斯（聲：福山潤）
旅行各地經商維生的25歲商人。與有「賢狼」之名的少女赫蘿相遇，改變了他原本孤獨的經商生活。第一次看見赫蘿的一隻手變成狼手時驚訝的說不出話來。他常常被赫蘿狡猾的言論捉弄，言語交流與共同經歷的事件讓他與赫蘿的羈絆越來越深，漸漸露出除了「善於計算的商人」外的另一面。
雖然是個商人，但是也常常出錯，幸好靠著赫蘿的幫助以避免窘境。夢想是希望將來擁有一家自己的商店。有多次都將要賺夠開店舖的錢，卻都事後無成。漸漸喜歡上赫蘿，也向赫蘿告白，抵擋不了赫蘿的狡猾表情。雖然平時不易察覺，但事實上他在商人中也是比較出色的那一批人。
故事的最後選擇在紐希拉，在赫蘿的幫助之下開了一間以「狼與辛香料亭」為名溫泉旅館，並在以前所遇過的人們面前，漫畫版以親吻赫蘿做為故事的終結。與赫蘿育有一女繆里。
赫蘿（聲：小清水亞美）
有着15岁左右的可爱少女的外表，實際年齡至少數百歲。头上还有两只狼耳与一条尾巴尖是白色的狼尾，但實際上是神話中被稱為神明的巨狼。自稱為賢狼赫蘿，寄宿在帕斯羅村的麥子中帶來長期豐收。在帕斯羅村的慶典中從帕斯羅村的倉庫逃入羅倫斯馬車上的麥子，與羅倫斯一同行商，想回到遙遠北方的出生故鄉「約伊茲森林」。
跟自稱「賢狼」相符的冷靜老練言語，豐富的經驗與智慧常常拯救羅倫斯。性格自大，但因為長期離開故鄉，有著孤獨脆弱的一面。
第一人稱詞為「咱」，第二人稱詞為「汝」，語助詞則以「唄」作結，這種獨特的口癖會讓日本人聯想到花魁及古代才貌兼具的風塵女子。與羅倫斯共同遭遇了各種事情，途中雖然常常主導對話，但也有因為不了解當代知識而被駁倒的時候。喜歡美味的食物與酒，但似乎特別喜歡蘋果及甜食。在追伊弗的時候，意外被羅倫斯發現怕水。另外也非常討厭寄生於昆蟲體內的寄生蟲。
因為曾經被奉為神明而本能地喜歡幫助他人；但若對方沒有主動要求，則不會去回應。常對於無法出一份力的自己感到有些自責。
對自己的美麗尾巴十分自豪，不懈怠地用梳子整理、清除跳蚤以及用高級的油保養。十分喜歡被別人讚美尾巴；如果糟蹋了她的尾巴，將會發生無法預知的嚴重後果。喜歡羅倫斯，曾經向羅倫斯提出結束旅行，最終被說服，也回應了「咱如果喜歡上汝，汝可是會很麻煩的」。
漫畫版最終話，用暗示的方法向羅倫斯表白自己懷了羅倫斯的孩子。與羅倫斯育有一女繆里。
《这本轻小说真厉害！》2007年度人气女角色首名。
托特·寇爾
於小說第六集登場，年約12、3歲左右的少年，出生於北方深山中名為「彼努」的村莊。因從附近村落得知教會以武力逼迫村民改信宗教之事，為了村莊打算深入教會的權力機構，前往雅肯學習教會法學。但因遭到詐騙而欠款，為了還清借款來到雷諾斯找工作。結果在此又遇上了詐騙，不但目的落空且再度身無分文，陷入了窮途末路的困境中遇上了羅倫斯。因年輕不懂世故，但擁有良好的記憶力與智慧、率直的個性。後加入羅倫斯及赫蘿一起旅行。
羅倫斯沒有傳授他商人應有的智慧。據本人說法是「把這樣一個孩子培養成商人會遭天譴」。之所以會加入羅倫斯的旅程是因為本人希望了解自己故鄉(北方)的神話和傳說是否真確。後在雷諾斯被羅倫斯託付給書商魯‧羅瓦，以送他回到故鄉。
故事的最後選擇回到羅倫斯的身邊幫忙(學徒)，原因是紐希拉會有各國的達官顯貴來訪，對於願意學習的寇爾來說是個一石二鳥之計。
新篇《狼與羊皮紙》的主角，在紐希拉工作的十多年後受到溫菲爾王國王子海蘭的感召而離開，正式朝著神職人員的方向邁進。
繆里（聲：田中愛美（2024年版））
羅倫斯與赫蘿的女兒，名字與赫蘿遠古時期在約伊茲的同伴「繆里（ミューリ）」同名。
繼承了父親羅倫斯的髮色，與母親赫蘿不同，是隻灰白色的狼。人類姿態的時候除了髮色以外外表跟赫蘿一模一樣，但內心仍保留着跟年齡相符天真爛漫的性格。雖然平常都會把耳和尾巴藏起扮作普通人類，但當情緒激動時經常會無意識地不小心露出狼耳(也因此有2對耳朵同時存在)和尾巴。此外，雖說可以變回狼的型態，但與本來就是狼型態的赫蘿不同，而是人的型態比較自然，而要變成狼的模樣看來需要一點練習。
新篇《狼與羊皮紙》的女主角。與從出生以來一直在一起的寇爾甚是親近，常稱其為「哥哥大人」。嚮往著紐希拉外面的世界，同時也為了不想與寇爾分開，偷偷混在踏上旅途的寇爾行李中，與其一同離開了家園。
對寇爾有超越兄妹之情的愛慕之心，一直都很反對他成為神職人員，因為這樣兩人就不能結為連理，正想方設法地要讓寇爾回心轉意。

## 第一卷角色
葉勒（聲：杉田智和（2024年版））
於小說第一集與2024年版電視動畫登場。帕斯羅村的居民。數年前羅倫斯購買了因高額的稅金使帕斯羅村不受商人喜愛的薄利麥作，葉勒為當時村莊議價的代表。而後與梅迪歐商會組合進行商業買賣。
葉勒得知赫蘿正為狼的化身的神時，打算以惡魔附身的女孩身份交給教會，並對赫蘿說「沒必要再害怕妳會反覆無常了……讓我們與舊時代訣別吧！」。事件後赫蘿對守護帕斯羅村的约定死心，與羅倫斯踏上前往北方的旅途。
2008年版電視動畫中被庫洛艾取代。
庫洛艾（聲：名塚佳織（2008年版））
在帕斯羅村生活的活潑少女。羅倫斯在庫洛艾的父親時代即相識，庫洛艾以後輩的身份與羅倫斯學習做生意的技巧。
取代原著中「葉勒」角色的任務，由帕斯羅村的領主亞倫多伯爵的指示，與梅迪歐商會執行銀幣回收的任務。對羅倫斯抱持好感，並試著說服羅倫斯將赫蘿交出來，但當羅倫斯表示無意服從時，庫洛艾毫不留情地下令梅迪歐商會的手下殺害羅倫斯。這導致赫蘿變身成狼的模樣來擊退梅迪歐商會的人，但赫蘿最後刻意饒庫洛艾不死。
2008年版電視動畫原創角色。
列支敦·馬賀特（聲：大塚芳忠）
於小說第一集登場。在港口城市帕茲歐中的第三號大的商行，米隆商行帕茲歐支店的支店長。接受了羅倫斯提出的崔尼銀幣交易，並且非常周到的配合計畫。外表沉著冷靜，謹慎使用遣詞用句的人物。
懷茲（聲：花輪英司）
於小說第一集登場，在港口城市帕茲歐是個銀幣兌換商。年紀較於羅倫斯小，因與羅倫斯相識時間頗長，所以關係就像朋友般的親密，但羅倫斯稱他為好色鬼，赫蘿對於擅長接待的他給予了「有智慧的雄性」的評價。
傑廉（聲：浪川大輔）
於小說第一集登場。在旅途中羅倫斯寄宿於教會時遇見的謎之商人，並且在教會透露銀幣價值上升的消息。

## 第二卷角色
諾兒菈·艾倫（聲：中原麻衣）
於小說第二集登場，住在教會都市留賓海根的牧羊人，手持著頂端附有鈴鐺的等身杖的金髮美少女，帶著名為「艾尼克」的牧羊犬。
作為牧羊人的實力不錯（赫蘿給予「中上」評價），但本人的夢想是製衣的裁縫師。羅倫斯給予內心對現狀待遇的惡劣抱持著不滿的諾兒菈，託付了關係自己行商命運的走私黃金工作。在性格等方面屬於羅倫斯喜歡的類型。
因為受到廣大讀者喜愛而在番外篇中活躍，受羅倫斯影響而放棄牧羊工作，輾轉旅行到裁縫織之都，正為自己的夢想努力中。
葉克伯·塔蘭鐵諾（聲：辻親八）
於小說第二集登場，羅恩商業公會留賓海根分行行長。會對認定其為老練的商人時說「在羅恩商業工會的人們全部是我的子女」。此外，從羅倫斯還未成為獨當一面修行中的商人時即用「克拉福」來稱呼羅倫斯。非常照顧會員，但若面對因貪心而導致失敗的人則會露出嚴厲的臉色。
漢斯·雷瑪里歐（聲：鄉田穗積）
於小說第二集登場，在教會城市留賓海根裡的雷瑪里歐商會會長。因北方的遠征計畫取消，使羅倫斯當初由拉多培隆商行以將近兩倍財產的信用買賣，購買總價一百盧米歐尼的兵備瞬間暴跌，雷瑪里歐商行也是其受害者陷入危機。因此陷入商行倒閉的困境中。
馬汀·里貝特（聲：堀內賢雄）
於小說第二集登場。羅倫斯提出走私黃金的計畫至雷瑪里歐商行，在羅倫斯與雷瑪里歐商行的負債償還計畫中，雷瑪里歐商行方的同行者，保管採買黃金的採買證書。其實是雷瑪里歐商行為了設計羅倫斯一行人而派遣的奸細，在森林外的狩獵場暗殺諾兒菈未遂，被恢復原狀的狼形赫萝踩斷左腳。

## 第三卷角色
費米·阿瑪堤（聲：千葉紗子）
於小說第三集登場，居住於對異教徒（非正教者）以及異端者（不是正統的宗教派別）相當寬容的卡梅爾森。在羅倫斯從留賓海根前往卡梅爾森的路上遇見的魚商，以未滿二十歲的小小年紀即擁有三輛馬車的青年。與羅倫斯同為羅恩商業公會。對赫蘿一見鍾情，並且展開熱烈追求。同時，也與羅倫斯展開一場黃鐵礦的商業戰。
馬克·柯爾（聲：小山力也）
於小說第三集登場，定居於卡梅爾森的城鎮商人，主要貨物是小麥。不僅精通異國語言，亦有不錯的口才，曾做過旅行商人。待羅倫斯如好友，於其與阿瑪堤的商戰上給予許多幫助與建議。
艾吾·蘭德（聲：笹島かほる）
於小說第三集登場，在馬克底下做學徒的少年，出身於比卡爾梅森更北方的「被雪和霜所凍結的村莊」。除擁有符合年紀的活力外，同時也具備「商人學徒」應有的思考模式和反應。
狄安·魯本斯（聲：渡邊明乃）
於小說第三集登場，自稱狄安娜，是個相當具有成熟氣息的美女，原本是個被修道院追捕的異端者修女，現在於卡梅爾森的一角從事著煉金術以及編年史。蒐集各地編年史作家的著作，以及分散於各地的異教的故事。同時也持有赫蘿的故鄉約伊茲的訊息。
真身是一隻比人類還大的鳥禽。
居伊·巴托斯（聲：赤城進）
於小說第三集登場，被稱為「如棺材一般」擁有壯碩體格的高大男性。早年如羅倫斯一般以行商人的身分經商，後來對異教傳說等「已不存在，但仍被傳頌」的事物產生濃厚興趣，因而與狄安·魯本斯（自稱迪安娜）這類的編年史作家有交流。在卡爾梅森，巴托斯也經由迪安娜與被人們所懼怕的鍊金術師們有商業往來。

## 第四卷角色
艾莉莎·修汀哈姆（聲：Lynn（2024年版））
於小說第四集登場，居住於特列歐教會態度冷淡的少女，繼承了養父祭司的工作。羅倫斯在第一次前往教會訪問時即被她趕出了大門。後與羅倫斯等人解決了毒麥事件。
法蘭茲·修汀哈姆（聲：楠見尚己（2024年版））
於小說第四集登場，十分具有交易手腕的神父，收養了艾莉莎。與恩貝爾簽訂了許多貿易協定。創造了一座異教神明傳說的書庫。本名路易士·拉納·修汀希爾頓。
梵主教
於小說第四集登場，恩貝爾所屬聖列歐教會的主教。
吉堯姆·艾凡（聲：阿部敦（2024年版））
於小說第四集登場，在羅倫斯前往特列歐時途中經過的水車小屋中磨麵粉的少年，擁有黑髮黑眼，年紀看上去約小羅倫斯六、七歲。夢想是走出村莊當個商人。最後決定留在村裡跟艾莉莎在一起。
里恩都（聲：長（2024年版））
於小說第四集中出場，恩貝爾最大商店的店主，負責恩貝爾的物資流通。
塞姆（聲：秋元羊介（2024年版））
於小說第四集中出場，特列歐村村長。
肯普（聲：園崎未惠（2024年版））
於小說第四集中出場。
伊瑪·拉勒魯（聲：行成飛亞（2024年版））
於小說第四集中出場，特列歐村酒館的老闆娘，個性豪爽。
門德斯（聲：山路和弘（2024年版））
於小說第四集中出場，恩貝爾的主教。

## 第五卷角色
伊弗·波倫（聲：朴璐美）
於小說第五集首次登場，羅倫斯在港口城市雷諾斯的旅館中相遇的商人，真實身份為一美麗的女商人。以為了不失去當商人的緊張感為由，在生意上即以「伊弗·波倫」自稱，並刻意裝扮掩蓋自己為女性的事實。初次見面時，銳利的眼神、外表為以頭巾般的布料緊緊纏住頭部，頭上的布料掩蓋住嘴巴直到鼻子的上方。第八、九集透露有「羅姆河的狼」的外號﹐赫羅在和羅倫斯對話時常稱其為「母狐狸」﹐是除了赫羅外第二位會說羅倫斯是「濫好人」的人。
本名為「芙洛兒·馮·伊塔詹托·（瑪莉葉）·波倫」，向溫菲爾王國的國王宣示忠誠的第十一代波倫家的主人，是個擁有爵位的貴族。但因後期成了沒錢的沒落貴族，最後賣身給富商。富商因經商失敗而自殺，但由於伊弗持續由富商錢包偷取錢財，讓伊弗有了成為商人的本錢。為了取得更多資本，伊弗向羅倫斯提出了讓赫蘿冠上貴族名號，作為抵押的建議。
基本上不信任任何人，但是會對阿洛德和羅倫斯抱以高度的信任。
在第八、九集中再次登場，與基曼的地下交易將羅倫斯一行卷入事件。及後險為被逼上絕路的基曼殺害，幸而羅倫斯及時趕到並說出事件的另一種解決方法後獲救。和基曼合作解決事件後，與基曼聯署一封介紹信，讓羅倫斯便於收集「狼之骨」的情報。
漫畫版其戲份則是小說五、八、九集混合加上原創故事呈現。
阿洛德（聲：廣田行生）
於小說第五集登場，羅倫斯在雷諾斯投宿的民宿主人。經常說要踏上巡禮之旅，卻未能成行。在伊弗與羅倫斯的交易中決定正式踏上巡禮之旅，由伊弗負擔旅途所需，並將民宿和民宿經營權讓渡給羅倫斯。
里戈羅·德多里（聲：內田夕夜）
於小說第五集登場，居住於港口城市雷諾斯的編年史作家，對於城內的歷史事件有詳盡的紀錄與瞭解。同時也是由城內工匠、商人、貴族等人物代表五十人會議的書記。擁有同時由複數人的表情變化中，看穿所有人個別在思考的事情的本領。身邊有知心修女梅爾妲(メルタ)照料著。
梅爾妲（聲：豐崎愛生）
於小說第五集登場，在里戈羅家負責照顧里戈羅起居的修女，溫和有禮外加一點天然呆。非常佩服里戈羅的熱忱，似乎對他有好感。
艾蓮娜（聲：中山沙羅）
於小說第五集登場，酒吧「怪獸與魚尾亭」的招牌店花，能幹聰敏。幫助過羅倫斯不少次，也戲弄過不少次。

## 「對立的城鎮」角色
第八～九卷登場。
泰德·雷諾茲
於小說第八集登場，凱爾貝北側的珍商行主人。與德堡商行有著合約，負責凱爾貝的銅製品進口。介入凱爾貝南北方的一角鯨之爭，間接造成伊弗險些喪命。
魯德·基曼
於小說第八集首次登場，被稱做「凱爾貝之眼」的羅恩商業公會凱爾貝分行副行長。有著如貴族一般的氣息，出生於商人世家，連溫菲爾的商人也曾耳聞其名。
迪達
於小說第九集登場，羅恩商業公會凱爾貝分行行長。總是放任基曼進行他的計畫。
史恩·那崔
於小說第九集登場，凱爾貝南側教會的助司祭。

## 第十卷角色
拉古·皮亞斯基
於小說第十集登場，魯維克同盟所屬皮亞斯商行的商人。工作是為故鄉消失的人們重建故鄉。擅長料理。
哈斯金斯
於小說第十集登場，溫菲爾王國布琅德修道院所屬牧羊人，十分沉默。牧羊技術高超，連赫蘿都甘拜下風。真身就是布琅德修道院傳說的黃金羊。
羅德
於小說第十集登場，溫菲爾王國布琅德修道院副院長，十分虔誠，每天都會進行修行。

## 「太陽之金幣」角色
第十五～十六卷登場。
魯華‧繆里
繆里傭兵團現任團長，雙頰上帶有傷疤的灰髮青年，喜歡閱讀英雄故事。其祖父與父親也是團員，由於兵團初代團長曾與赫蘿的同伴繆里合作，從此團旗便都以狼的圖案傳承，當時的團員甚至以牠的名字做為姓氏傳承至今。在與赫蘿見面後高興地將繆里的信物轉交給她，並待為上賓。
馬克斯‧摩吉
繆里傭兵團的參謀。
希爾伯特‧馮‧德堡
於小說第十六集中所提到。德堡商行的創辦人。
希爾德‧修南
於小說第十六集登場。為德堡商行的管帳人，真身為一隻白兔。忠心於商行創辦人希爾伯特，不願讓商行成為破壞北方森林的兇手而與他一同站在激進派的對立面。為了尋求盟友，以兔子的外表出現在赫蘿與羅倫斯面前，請求赫蘿到奇榭拿回關於挖礦的禁書。然而為時已晚，希爾德在之後遭到揚納金派人打傷手腕，強迫簽下出兵決議書後囚禁，但他仍舊變身成兔子逃跑，並用計強迫繆里傭兵團將他帶到斯威奈爾，尋求領主克勞斯三世的幫助。
卷末與揚納金在城中廣場對質，最終因羅倫斯抓到激進派的把柄，得到所有斯威奈爾居民的支持，提前在城中建立鑄幣所而奪回了德堡商行的主權。
艾曼紐‧揚納金
德堡商行高層，支持商行出兵掃蕩的激進派成員。由於會議中與希爾伯特僵持不下，竟在當晚襲擊希爾伯特與希爾德，強迫兩人簽下決議書後將之軟禁。後在軍隊包圍斯威奈爾作為談判代表進城遊說，並在廣場撒下大把銀幣打算收買居民，結果卻被羅倫斯發現帶來的錢都是挪用商行的匯票收入所拿來的髒錢，又遭扮成修女模樣的赫蘿道破教會不認同收利息，最終慘敗失去了斯威奈爾議會的權力，被克勞斯三世逐出城外。

## 外傳角色
艾里亞絲·貝蘭潔
於小說第七集(番外篇)登場，因為想看大海，跟著卡拉斯一同旅行。是個虔誠的教徒，對許多事物缺乏常識。
動畫第二季第0話在赫蘿回憶中登場。
卡拉斯
於小說第七集(番外篇)登場，喜歡艾里亞絲・貝蘭潔和赫蘿的男孩。
動畫第二季第0話在赫蘿回憶中登場。
歐拉
小說第十一集登場。是個老商人，教導芙洛兒（後來的伊弗）如何成為優秀的商人。
貝托菈
小說第十一集登場，女傭。在波倫家徹底沒落以後仍然留在芙洛兒身邊照顧起居，對自己的工作相當擅長。
密爾頓·波斯特
小說第十一集登場，有貴族波斯特家血緣的年輕商人。經過瓊斯商行的介紹，和芙洛兒合夥進行成衣買賣。